# Aeroporto de Chapecó
O Aeroporto de Chapecó - Serafim Enoss Bertaso (IATA: XAP, ICAO: SBCH) é um aeroporto regional brasileiro localizado no município de Chapecó, em Santa Catarina. É um importante centro de tráfego aéreo do interior do país, pois atende à demanda de todo o Oeste Catarinense.
Localizado a nove quilômetros do centro da cidade, é o quarto aeroporto em movimento do estado, com 454.415 passageiros transportados em 2019, atrás do Aeroporto Internacional de Florianópolis, do  Aeroporto Internacional de Navegantes e do Aeroporto de Joinville.
Possui capacidade para operar com aeronaves de até 186 passageiros.
Opera com as companhias aéreas Azul Linhas Aéreas, Gol Linhas Aéreas e LATAM Airlines Brasil.

## História
O primeiro aeroporto do município foi construído em 1948, no bairro São Cristóvão, sendo denominado Aeroporto Paulo Marques, com estrutura simples, pista de terra e apenas um hangar. Operava basicamente aviões Douglas DC-3, sendo atendido pela Varig, Cruzeiro do Sul e Sadia, que mais tarde se tornou a Transbrasil. Devido ao espaço reduzido, suas operações eram limitadas. Para sanar este problema, foi construído o novo e atual aeroporto, ao sul de Chapecó, inaugurado em 18 de março de 1978, com capacidade ampliada para voos regulares.

## O aeroporto

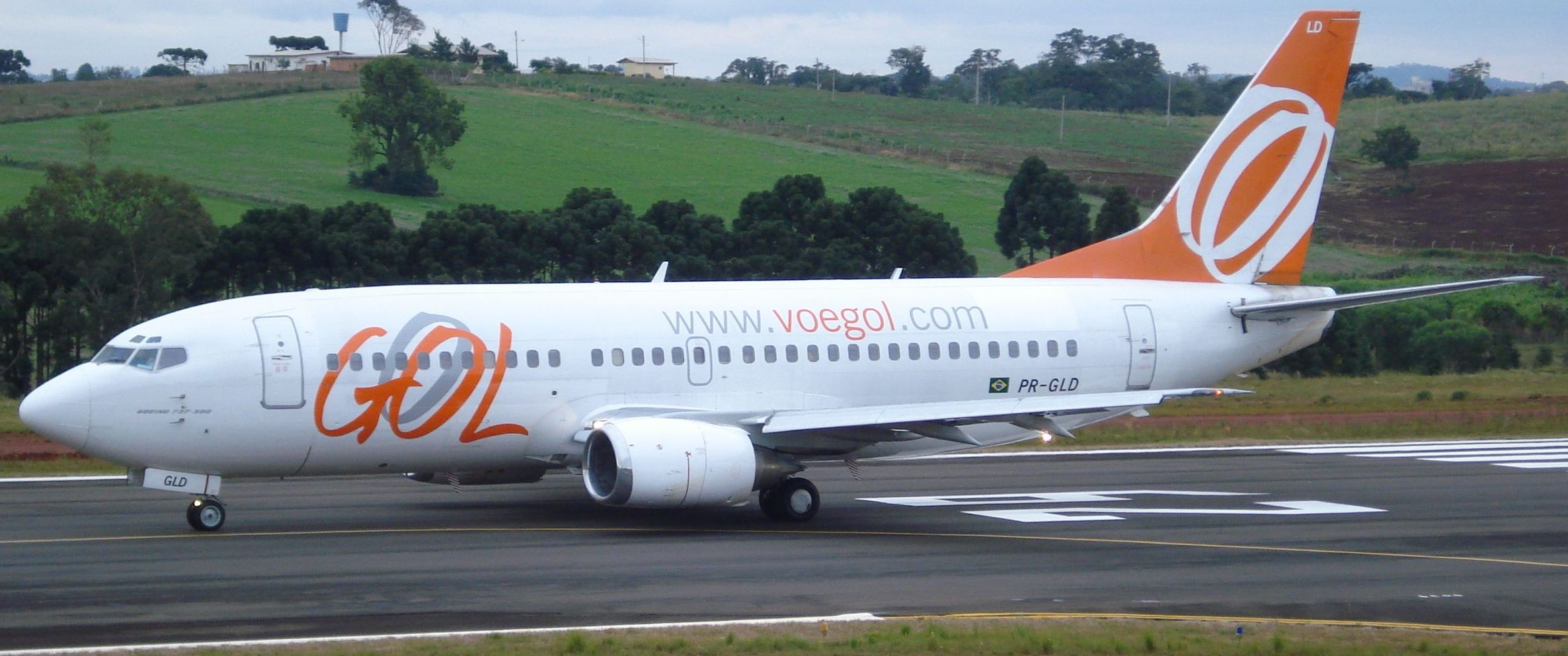
Boeing 737 da Gol Linhas Aéreas

Localizado a nove quilômetros da área central de Chapecó, tem operação noturna e procedimentos para pouso por instrumentos constituído por rádio VOR/DME e NDB, sistema PAPI para procedimentos de aproximação e uma estação de bombeiros. 
Sua pista tem uma extensão homologada de 2.063 metros e largura de 45 metros. 
Seu terminal de passageiros é climatizado e mede 2.400 m². Conta com hangares para aviação executiva e taxi aéreo. É sede do Aeroclube de Chapecó, que mantém uma escola voltada para a aviação civil.

## Terminal de passageiros
- Estacionamento capacidade: 150 vagas
- Estacionamento de aeronaves número de posições: 04
- Esteira para bagagens: 2
- Lanchonete
- Raio X para vistoria de bagagem de mão
- Sala de embarque
- Sala de desembarque[11]

## Segurança operacional
Conta com sistema de comunicação e sinalização que dão cobertura para as operações:
- VOR / DME ;
- NDB ;
- PAPI ;
- Farol de Aeródromo;
- Biruta iluminada;
- Balizamento noturno.

## Movimento operacional
| Histórico Operacional |             |             |            |        |            |            |
| Ano                   | Passageiros | Passageiros | Carga      | Carga  | Movimentos | Movimentos |
| Ano                   | Número      | Δ           | Carga (kg) | Δ      | Número     | Δ          |
| 2019                  | 454.415     | -4,1%       | 618.854    | -5,6%  | 4.252      | -3,7%      |
| 2018                  | 564.995     | 21,3%       | 692.437    | 30,3%  | 4.144      | 5,1%       |
| 2017                  | 465.910     | 12,4%       | 531.584    | 19,2%  | 4.367      | 5,9%       |
| 2016                  | 414.536     | 5,4%        | 445.898    | 13,1%  | 4.125      | 13,2%      |
| 2015                  | 438.033     | 4,1%        | 394.152    | 4,2%   | 4.753      | 8,8%       |
| 2014                  | 420.854     | 7,7%        | 378.426    | 17,9%  | 5.211      | 13,9%      |
| 2013                  | 390.886     | 84,0%       | 320.852    | 35,2%  | 6.055      | 56,7%      |
| 2012                  | 212.432     | 15,7%       | 237.355    | 35,7%  | 3.864      | 10,9%      |
| 2011                  | 252.051     | 16,0%       | 368.959    | 24,8%  | 3.483      | 17,5%      |
| 2010                  | 217.318     | 14,1%       | 295.646    | 50,9%  | 2.964      | 10,1%      |
| 2009                  | 190.434     | 38,3%       | 195.930    | 25,5%  | 2.693      | 64,7%      |
| 2008                  | 137.706     | 6,0%        | 263.168    | 30,1%  | 1.635      | 18,7%      |
| 2007                  | 129.929     | 80,2%       | 202.285    | 30,3%  | 2.010      | 2,6%       |
| 2006                  | 72.120      | 1,8%        | 155.297    | 11,4%  | 2.064      | 4,6%       |
| 2005                  | 73.447      | 13,6%       | 175.334    | 7,7%   | 2.164      | 15,5%      |
| 2004                  | 64.664      | 43,1%       | 162.812    | 189,1% | 1.873      | 23,0%      |
| 2003                  | 45.177      | 24,1%       | 56.323     | 30,7%  | 1.523      | 12,2%      |
| 2002                  | 36.398      | 39,8%       | 81.304     | 10,7%  | 1.358      | 64,0%      |
| 2001                  | 60.427      | 10,2%       | 90.997     | 43,0%  | 3.772      | 30,6%      |
| 2000                  | 67.319      | -           | 159.639    |        | 5.439      |            |

| Histórico Operacional |             |             |            |        |            |            |
| Ano                   | Passageiros | Passageiros | Carga      | Carga  | Movimentos | Movimentos |
| Ano                   | Número      | Δ           | Carga (kg) | Δ      | Número     | Δ          |
| 2019                  | 454.415     | -4,1%       | 618.854    | -5,6%  | 4.252      | -3,7%      |
| 2018                  | 564.995     | 21,3%       | 692.437    | 30,3%  | 4.144      | 5,1%       |
| 2017                  | 465.910     | 12,4%       | 531.584    | 19,2%  | 4.367      | 5,9%       |
| 2016                  | 414.536     | 5,4%        | 445.898    | 13,1%  | 4.125      | 13,2%      |
| 2015                  | 438.033     | 4,1%        | 394.152    | 4,2%   | 4.753      | 8,8%       |
| 2014                  | 420.854     | 7,7%        | 378.426    | 17,9%  | 5.211      | 13,9%      |
| 2013                  | 390.886     | 84,0%       | 320.852    | 35,2%  | 6.055      | 56,7%      |
| 2012                  | 212.432     | 15,7%       | 237.355    | 35,7%  | 3.864      | 10,9%      |
| 2011                  | 252.051     | 16,0%       | 368.959    | 24,8%  | 3.483      | 17,5%      |
| 2010                  | 217.318     | 14,1%       | 295.646    | 50,9%  | 2.964      | 10,1%      |
| 2009                  | 190.434     | 38,3%       | 195.930    | 25,5%  | 2.693      | 64,7%      |
| 2008                  | 137.706     | 6,0%        | 263.168    | 30,1%  | 1.635      | 18,7%      |
| 2007                  | 129.929     | 80,2%       | 202.285    | 30,3%  | 2.010      | 2,6%       |
| 2006                  | 72.120      | 1,8%        | 155.297    | 11,4%  | 2.064      | 4,6%       |
| 2005                  | 73.447      | 13,6%       | 175.334    | 7,7%   | 2.164      | 15,5%      |
| 2004                  | 64.664      | 43,1%       | 162.812    | 189,1% | 1.873      | 23,0%      |
| 2003                  | 45.177      | 24,1%       | 56.323     | 30,7%  | 1.523      | 12,2%      |
| 2002                  | 36.398      | 39,8%       | 81.304     | 10,7%  | 1.358      | 64,0%      |
| 2001                  | 60.427      | 10,2%       | 90.997     | 43,0%  | 3.772      | 30,6%      |
| 2000                  | 67.319      | -           | 159.639    |        | 5.439      |            |

Dados fornecidos pela ANAC.

## Concessão
Em 2019, a municipalidade abriu processo licitatório com vistas à concessão da estrutura aeroportuária à iniciativa privada, sem prazo para conclusão.